# Ljung
För andra betydelser, se Ljung (olika betydelser).
Ljung (Calluna vulgaris), även kallad höstljung, är en starkt förgrenad dvärgbuske. Den är den enda arten i släktet Calluna, och är en av de vanligaste och individrikaste arterna i Norden.
Ljung är landskapsblomma i Västergötland, och är en av Skottlands nationalblommor (en annan är tistel). Ljung är också den ena av Norges två nationalblommor; den andra är fjällbrud.

## Beskrivning
En ljungplanta liknar oftast ett miniatyrträd med ormlikt vriden, nedböjd eller uppstigande stam. Ibland slår denna rötter på flera punkter och blir då mera busklik. Plantan växer ofta spaljéformigt tryckt mot marken eller klippan. Den blir normalt 20 – 50 centimeter hög, i undantagsfall upp till 1 meter. Veden är hård och tät. Ljungplantan kan bli upp till omkring 25 år gammal, och man har iakttagit mer än femtioårig ljung. I de täta bestånden på en hed uppstår därför luckor efter avdöende individer, men de fylls av snabbt växande fröplantor. På detta sätt tar ljungen även nya områden i besittning.
Fröna är mycket små, fint gropiga och glänsande.
Bladen är mycket små, av barrlik form och tätt tegellagda i fyra rader. I blomman är fyrtalet rådande, och ståndarna är åtta. Hos Calluna är blommans foder större än dess krona. Foder och krona har samma rödvioletta färg. Både fodret och kronan är djupt kluvna. Blommorna är märkliga genom hyllets fasta och styva byggnad. Det sitter torkat kvar efter blomningen, emellertid något brunaktigt. Ljungen kan därför anses som ett slags eternell. Blomningen börjar i sista veckan av juli och första veckan i augusti, och varar i ca 6 veckor. Då blir den ödsliga heden mycket vacker. Så långt blicken når är den höljd av sin rosenvioletta blomstermatta i klar och mild färgglans.Enligt gammal folktro bär man in fattigdomen i sitt hem om man plockar ljung och ställer den inomhus.

## Habitat
Ljung finns i så gott som hela Europa, inklusive Island. (Dock ej söder om Alperna och nordostligaste Spanien (Barcelona m m). Finns sällsynt i östligaste Nordamerika, men är inte ursprunglig där.
I Norge finns ljung huvudsakligen i kusttrakterna. I Hedmark (Tron) når ljung till 1 320 m ö h. I  allra nordligaste Norge blir ljung något mindre vanlig. 
I Lule lappmark går ljung upp till 750 m ö h.
I fjälltrakterna delar ljungen utrymmet med kråkriset och några för fjällen artegna ljungväxter, och finns något högre än trädgränsen. Förr var denna art förhärskande över stora områden i sydvästra Sverige. Ljunghedarna bredde ut sig från nordvästra Skåne till Bohuslän och in i Småland och Västergötland, där de kallades Svältorna. I Svältorna finns numera ljung endast i några naturreservat och en del kustnära hedar.
Genom sin förnöjsamhet med jordmånen och sin hårda, sega beskaffenhet i förening med ytterst tät förgrening förmår denna växt uttränga övriga småbuskar, örter och gräs. En stor del av ljunghedarna har i historisk tid uppkommit genom att människorna avverkat skogen och släppt djur på bete. På ljungbackar och hedar kan träd gro, i synnerhet tall och björk, och om ljungbestånden nedtrampas av får eller annan boskap, och om marken gödslas och beskuggas genom trädplantering, ger ljungen slutligen vika och platsen kan återföras till en gräs- eller örtbacke med eller utan skog.

### Utbredningskartor
- Norden
- Norra halvklotet

## Biotop
Ljung är vanlig i skogar (utom på de skuggigaste ställena), men växer allra mest på öppen mark, särskilt i mager, torr jord (hedar). Kan även finnas på torr mark som kantar kärr. Ljung kan förekomma ymnigt på i övrigt kala skär vid kusterna.

## Användning
Ljungens bark innehåller garvämne; dess rötter är ett starkt korgflätningsmaterial. Den har visat sig lämplig till växtfärgning av bruna, gula och röda nyanser. Blommorna är genom sin talrikhet en viktig näringskälla för biet, som ur dem bereder en mörkgul honung. Men används också till exempel som smakämne i snuset Lundgrens Västkusten. Dessutom är ljungen användbar som bränsle, och på flygsandfält nedgräves avskuren ljung i massor för att binda den lösa sanden på ställen där sandgräs sedan ska planteras. 

## Bygdemål
| Namn      | Trakt                   | Referens | Förklaring           |
| --------- | ----------------------- | -------- | -------------------- |
|           |                         |          |                      |
| Graun     |                         | [ 3 ]    |                      |
| Gröne     |                         | [ 3 ]    |                      |
| Hästljung |                         | [ 3 ]    |                      |
| Ling      |                         | [ 3 ]    |                      |
| Lyng      |                         | [ 3 ]    |                      |
| Moris     |                         | [ 3 ]    |                      |
| Rossling  |                         | [ 3 ]    |                      |
|           |                         |          |                      |
| Raspgräs  | Västerbotten (Lycksele) | [ 4 ]    |                      |
| Raspris   | Västerbotten (Umeå)     | [ 4 ]    |                      |
| Rössling  | Jämtland, Svenskfinland | [ 5 ]    | Egentligen Hästljung |

## Bilder

Exempel på ljunghedar
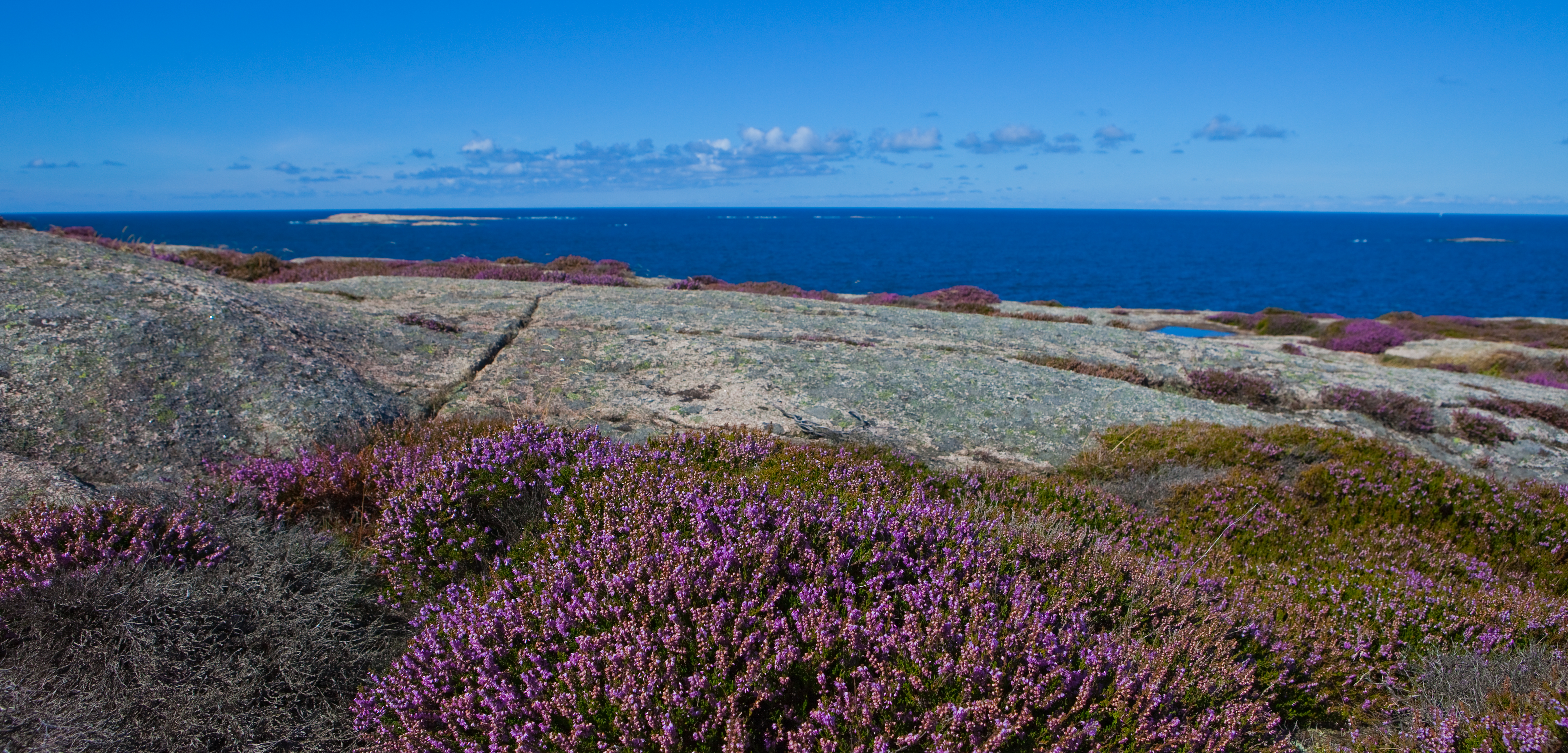
Ljung utanför Smögen 2010.
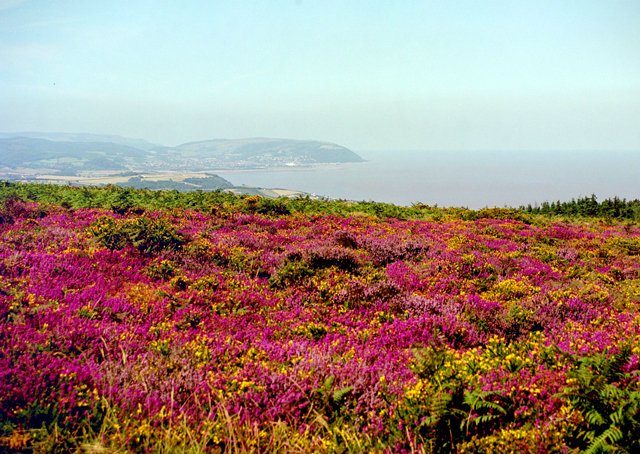
Ljunghed i England
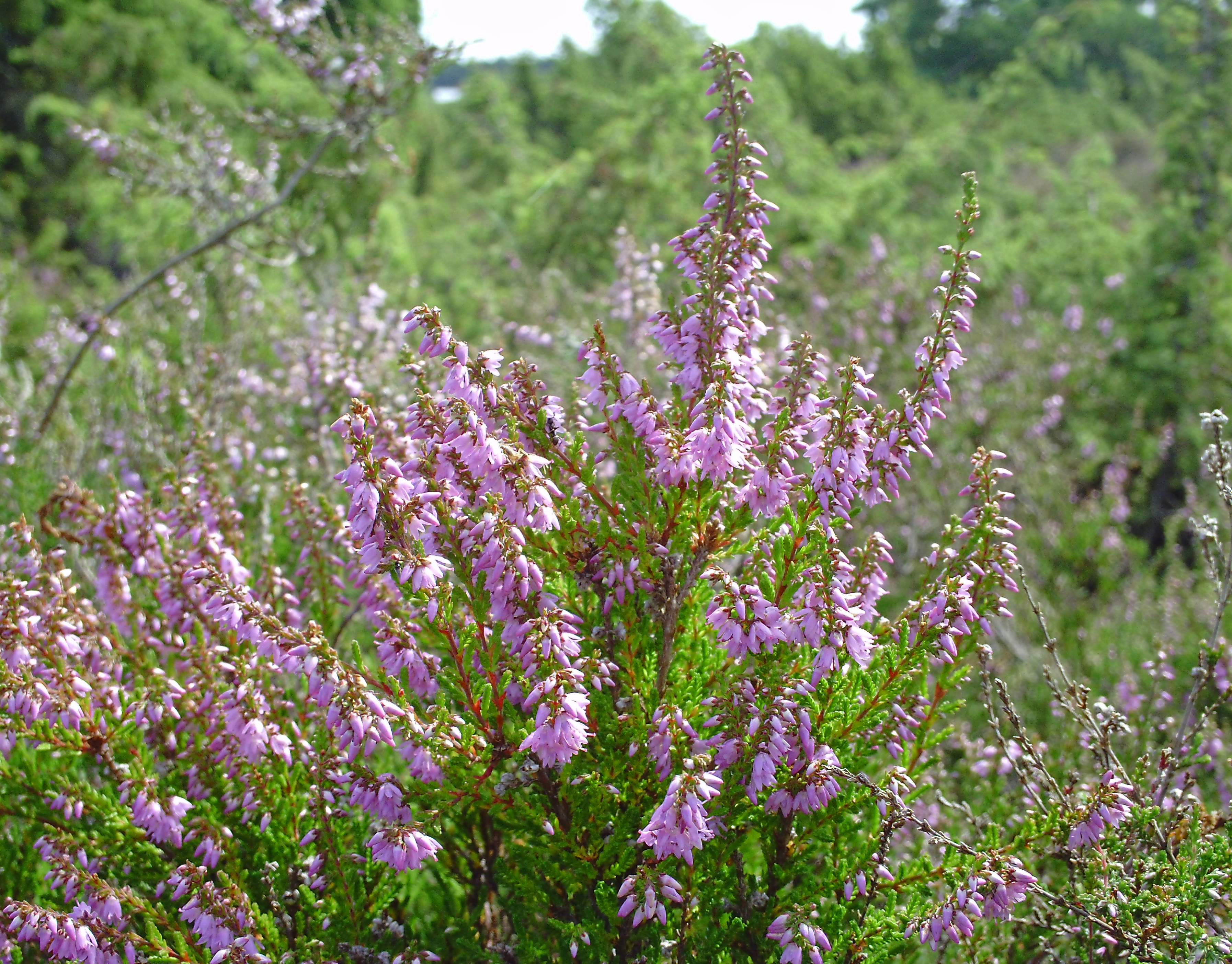
Ljung på Årnäshalvön.
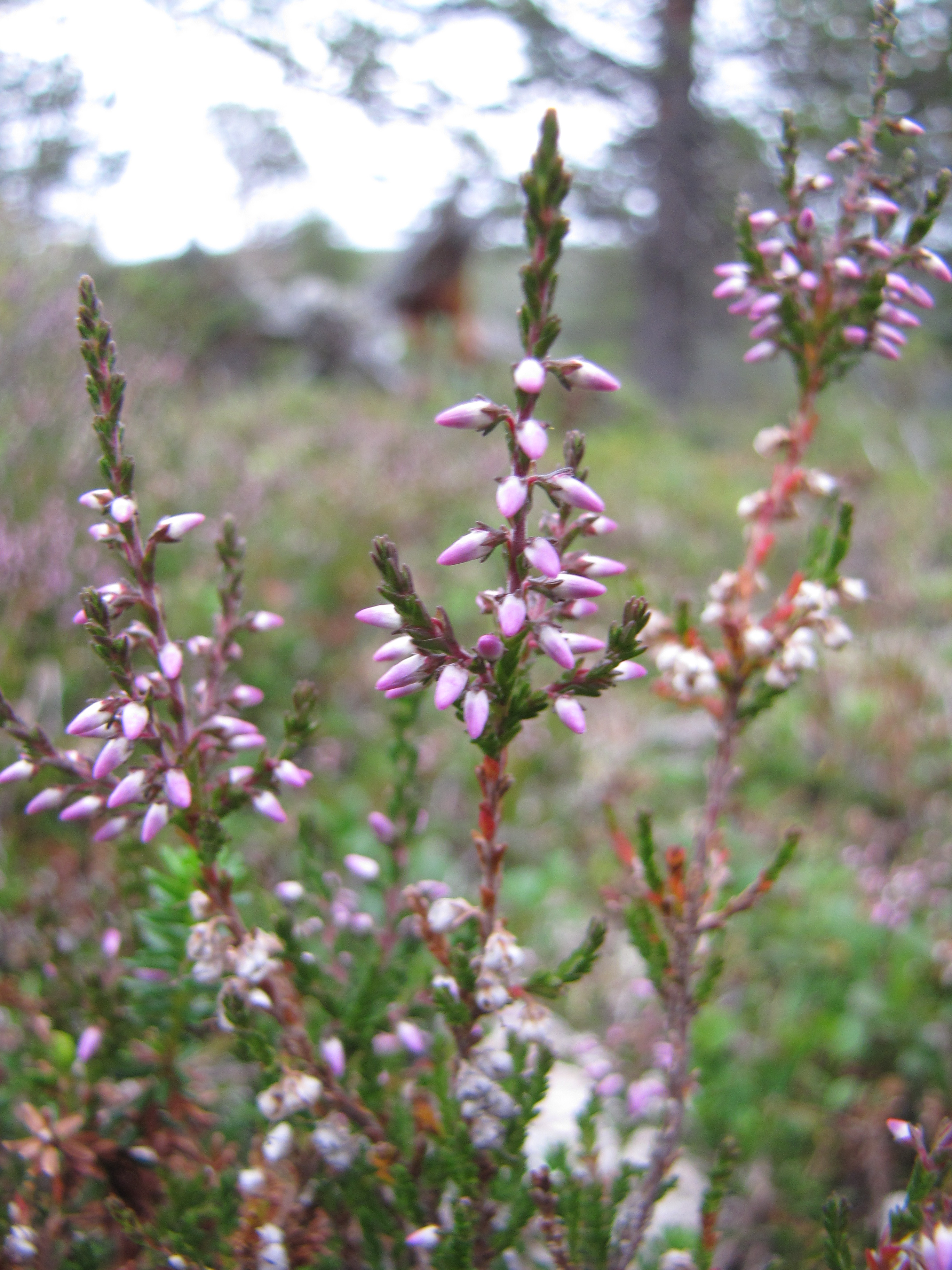
Blomknoppar
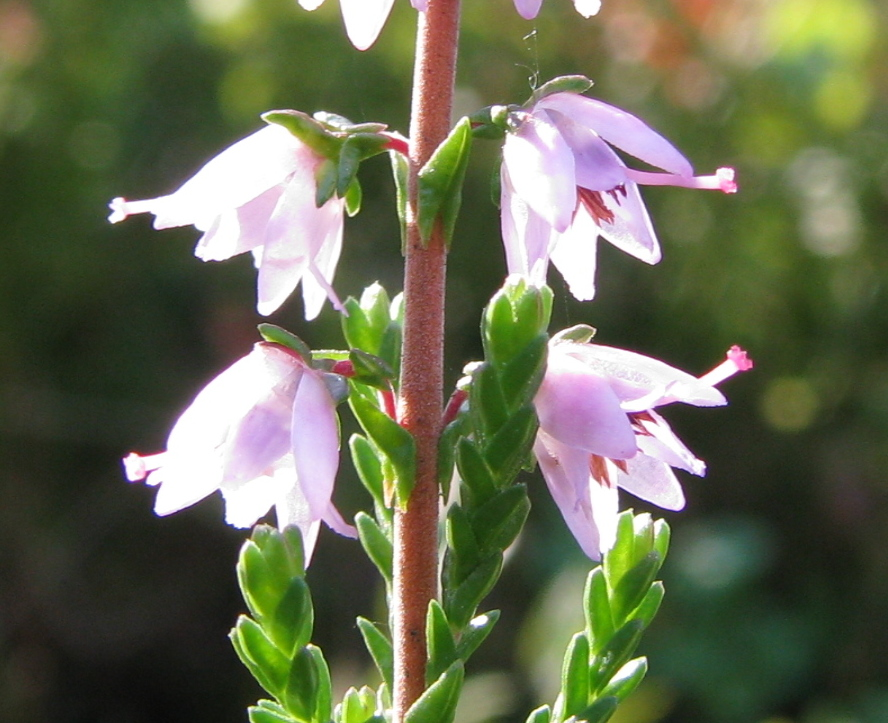
Utslagna blommor.